# جو يونغ تشول
جو يونغ تشول (مواليد 31 مايو 1989) لاعب كرة قدم كوري جنوبي. يجيد اللعب في المقام الأول في مركز الهجوم مع منتخب كوريا الجنوبية الوطني و نادي قطر في دوري نجوم قطر.

## روابط خارجية
- جو يونغ تشول على موقع الاتحاد الدولي (مؤرشف)  (الإنجليزية)
- جو يونغ تشول على موقع رابطة كرة القدم اليابانية للمحترفين (اليابانية)
- جو يونغ تشول على موقع دوري كوريا الجنوبية (الإنجليزية)
- جو يونغ تشول على موقع قاعدة بيانات كرة القدم.إي يو (الإنجليزية)
- جو يونغ تشول على موقع ناشيونال فوتبول تيمز (الإنجليزية)
- جو يونغ تشول على موقع Soccerway.com (الإنجليزية)
- جو يونغ تشول على موقع أوليمبيديا (الإنجليزية)

قالب:تشكيلة كوريا في كأس آسيا 2015